# Кристиан Саксен-Эйзенбергский
Кристиан Саксен-Эйзенбергский (нем. Christian von Sachsen-Eisenberg; 6 января 1653, Гота — 28 апреля 1707, Айзенберг) — единственный герцог Саксен-Эйзенберга.

## Биография
Кристиан — пятый сын герцога Саксен-Гота-Альтенбурга Эрнста I Благочестивого и его супруги Елизаветы Софии Саксен-Альтенбургской, дочери герцога Иоганна Филиппа Саксен-Альтенбургского.
Кристиан с ранних лет интересовался историей и искусством. Он обучался в Страсбургском университете и отправился в образовательную поездку в Нидерланды, Швейцарию, Францию и Италию вместе со своими братьями Бернхардом и Генрихом.
После смерти отца в 1675 году он правил в Саксен-Гота-Альтенбурге совместно с братьями. Своей резиденцией он выбрал Эйзенберг и в 1677 году въехал в перестроенный и названный в его честь дворец Кристиансбург, где позднее в память о рано умершей первой супруге Кристиане Саксен-Мерзебургской была построена дворцовая церковь. По разделу земель в 1680 году Кристиан помимо Эйзенберга получил амты Роннебург, Рода и Камбург. Он пристроил ко дворцу сад и в 1683 году основал небольшой театр.
Роскошный стиль жизни эйзенбергского двора вскоре привел к долгам. В последние годы жизни Кристиан обратился к алхимии и якобы связывался с духами. Кристиан переписывался со многими учёными своего времени, для чего в Эйзенберге была основана почта. Кристиан способствовал развитию школьного образования, основал лицей, организовал монетный двор. За свой счёт он провёл в Эйзенберге водопровод от источников по свинцовым трубам, которые он самостоятельно изготовил в своей лаборатории.
Кристиан умер, оставив крупные долги, но, как и его братья Альбрехт и Генрих, не оставив наследников. Незадолго до своей смерти он освободил своих подданных от налогов на три года. Между братьями Кристиана разгорелся наследный конфликт за его владения, который был урегулирован лишь в 1735 году. Большая часть Саксен-Эйзенберга отошла Саксен-Гота-Альтенбургу.

## Потомки

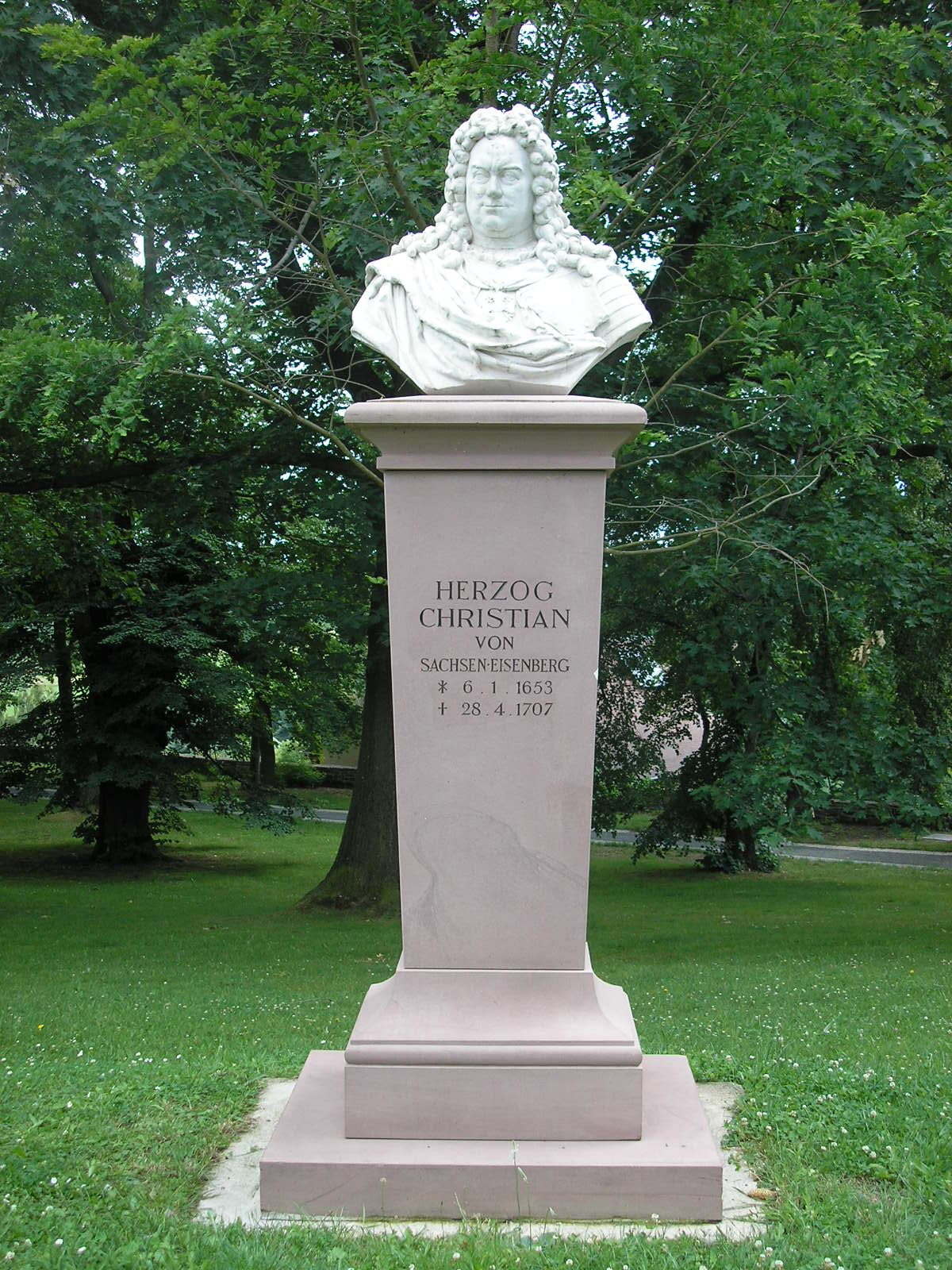
Памятник Кристиану Саксен-Эйзенбергскому в дворцовом парке Айзенберга

В первом браке, заключённом в 1677 году, герцог Кристиан состоял с Кристианой Саксен-Мерзебургской (1659—1679), дочерью герцога Саксен-Мерзебурга Кристиана I. В браке родилась дочь:
- Кристиана (1679—1722), замужем за герцогом Филиппом Эрнстом Шлезвиг-Гольштейн-Зондербург-Глюксбургским (1673—1729).

После ранней смерти первой супруги в 1681 году Кристиан женился во второй раз на принцессе Гессен-Дармштадтской Софии Марии, дочери (1661—1712), дочери ландграфа Людвига VI Гессен-Дармштадтского. Брак остался бездетным.